# Ловрич, Санди
Санди Ловрич (нем. и словен. Sandi Lovrić; родился 28 марта 1998 года в Лиенц, Австрия) — словенский и австрийский футболист, полузащитник клуба «Удинезе» и сборной Словении.

## Клубная карьера

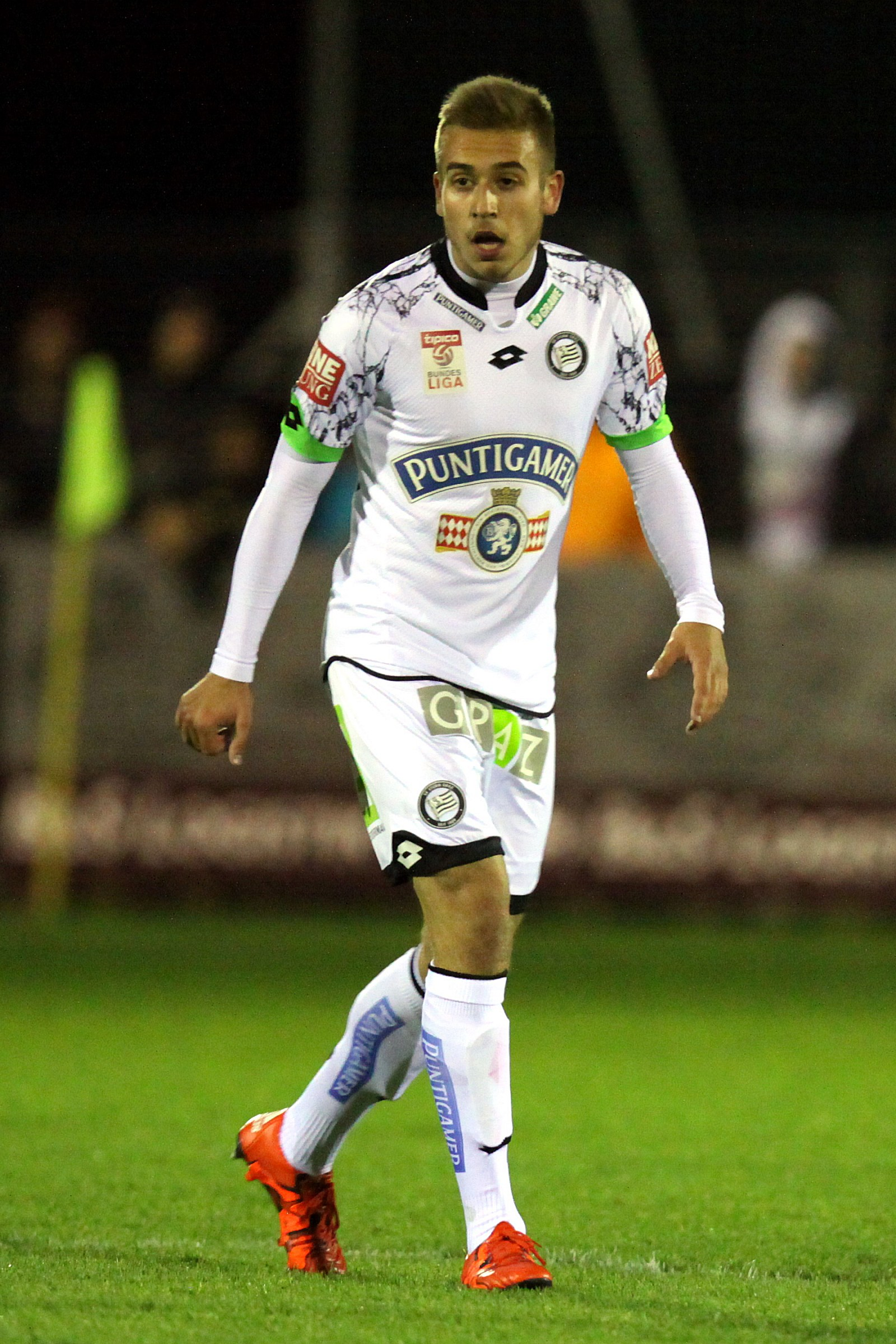
Ловрич в составе «Штурма»

Ловрич — воспитанник клуба «Штурм». 17 августа 2014 года в матче против венской «Аустрии» он дебютировал в австрийской Бундеслиге, заменив в конце второго тайма Марко Станковича. 7 апреля 2019 года в поединке против столичной «Аустрии» Санди забил свой первый гол за «Штурм». Летом того же года Ловрич перешёл в швейцарский «Лугано». 28 июля в матче против «Туна» он дебютировал в швейцарской Суперлиге.

## Международная карьера
В 2015 году Санди попал в заявку юношеской сборной Австрии на участие в юношеском чемпионате Европы в Болгарии. В первом матче турнира против Испании он забил гол. Ловрич также сыграл в поединках против команд Хорватии и Болгарии.
В 2016 году в составе юношеской сборной Австрии (до 19 лет) Ловрич принял участие в юношеском чемпионате Европы в Германии. На турнире он сыграл в матчах против команд Португалии, Италии и Германии.

## Достижения
«Штурм»
- Обладатель Кубка Австрии: 2017/18

«Лугано»
- Обладатель Кубка Швейцарии: 2021/22